# Kunikida Doppo
Kunikida Doppo (japánul: 國木田 獨歩) (Csósi, 1871. július 15. – Tokió, 1908. június 23.) japán költő és prózaíró.
Valódi neve Kunikida Tecuo. A Csiba prefektúrabeli Csósiban született, szamuráj családba. A mai Vaszeda Egyetem elődjén tanult angol nyelvet, innen azonban politikai nézetei miatt (a nyugati típusú demokrácia iránt érdeklődött, s ennek hangot is adott) kirúgták. 22 éves korában megkeresztelkedett. 1895-ben megházasodott, de felesége öt hónapos terhesen, szegénységükre hivatkozva elvált tőle. Doppo Azamukazaru no ki („Őszinte napló”, 1908–09) című írásában vallott erről az eseményről, amely egész életét és művészetét meghatározta.
Romantikus költőként jelentkezett 1897-ben Doppo gin („Doppo versei”) című ciklusával egy antológiában, amelyet két költőtársával együtt adott ki. Romantikus periódusához sorolhatók továbbá olyan elbeszélései, mint a Gen odzsi („Az öreg Gen”, 1897) és a Muszasino („A Muszasi-síkság”, 1898). Második korszakában (1901–04) az ember sorsára összpontosított az univerzumban, realista jellemzői észrevehetőbbek, bár a romantikus hangvétel még érvényesül, pl. a Gjúniku to bareiso („Hús és krumpli”, 1901) című írásban. Harmadik korszakára a naturalizmus jellemző, sőt egyes értékelések szerint egyenesen ő indította el a japán irodalomban oly nagy utat befutó naturalista irányzatot. Ide sorolhatók Kjúsi („Hirtelen halál”) és Take no kido („Bambuszkapu”) című elbeszélései.
36 évesen, gümőkórban halt meg, mint oly sok japán kortársa.